# Comuna Ciornohlazivka
Ciornohlazivka (în ucraineană Чорноглазівка) este o comună în raionul Poltava, regiunea Poltava, Ucraina, formată din satele Berșațke, Ciornohlazivka (reședința), Dolîna, Hluhove, Makarțivka, Nosivka și Trîrohove.

## Demografie
Componența lingvistică a comunei Ciornohlazivka
     Ucraineană (94,41%)
     Rusă (3,41%)
     Alte limbi (0,69%)
Conform recensământului din 2001, majoritatea populației comunei Ciornohlazivka era vorbitoare de ucraineană (94,41%), existând în minoritate și vorbitori de rusă (3,41%).